# NEW ADVENTURE
『NEW ADVENTURE』（ニュー・アドベンチャー）は、MY LITTLE LOVERの3枚目のアルバム。1998年9月2日にトイズファクトリーより発売された。

## 解説
- 前作『PRESENTS』からわずか半年でリリースされた。小林によれば『PRESENTS』とは対になっており、前作には未収録だった、「ALICE」、「ANIMAL LIFE」、「Private eyes」も収録されている。この3ヵ月後には更に特別アルバム『The Waters』もリリースされた。
- 初回限定盤のみ塩化ビニール製デジパック仕様。通常盤はブルーのカラーケース仕様。2008年にエイベックスから再発された際に通常のプラケース仕様に再デザインされている。

## 収録曲
| 全作曲・編曲: 小林武史。 |                                    |                |            |      |
| #                        | タイトル                           | 作詞           | 作曲・編曲 | 時間 |
| 1.                       | 「New Adventure」                  | 小林武史       | 小林武史   | 4:37 |
| 2.                       | 「STARDUST」                       | 小林武史       | 小林武史   | 5:18 |
| 3.                       | 「CRAZY LOVE」                     | 小林武史       | 小林武史   | 5:15 |
| 4.                       | 「ALICE 〜album version〜」        | 小林武史・AKKO | 小林武史   | 5:09 |
| 5.                       | 「雨の音 〜album version〜」       | 小林武史・AKKO | 小林武史   | 4:19 |
| 6.                       | 「DESTINY」                        | 小林武史       | 小林武史   | 4:41 |
| 7.                       | 「12月の天使達 〜album version〜」 | 小林武史       | 小林武史   | 4:22 |
| 8.                       | 「Private eyes」                   | 小林武史・AKKO | 小林武史   | 5:14 |
| 9.                       | 「ANIMAL LIFE」                    | 小林武史・AKKO | 小林武史   | 4:38 |
| 10.                      | 「Fallin' Blue」                   | 小林武史       | 小林武史   | 5:14 |
| 11.                      | 「Days」                           | 小林武史       | 小林武史   | 5:49 |
| 12.                      | 「New Adventure」(reprise)         | 小林武史       | 小林武史   | 0:48 |
| 合計時間:                | 合計時間:                          | 合計時間:      | 55:24      |      |

### 楽曲解説
1. New Adventure
2. STARDUST
前曲の余韻が残っている。
ミュージック・ビデオが制作されており、ライブ・ビデオ『Sign of Thursday』[注釈 1]、ビデオ・クリップ集『clips』に収録されている。
後にベスト・アルバム『Self Collection 〜15 Currents〜』にも収録された。
3. CRAZY LOVE
12thシングル。
4. ALICE 〜album version〜
4thシングル。前曲の余韻が残っている。
アルバムバージョンでは前面にアコースティックギターが入っており、シンセドラムが低くなっている他、2番のBメロのみに入っていたバッキングパートが1番にも入り、2番のサビで重いエレクトリックギターが追加され、ボーカルのピッチが部分的に調整されている等、シングルとはアレンジが大きく異なり、以降のベスト・アルバムにはこのバージョンで収録されている。
5. 雨の音 〜album version〜
7thシングルのカップリング曲。アルバムバージョンで収録。
6. DESTINY
11thシングル。前曲の余韻が残っている。
7. 12月の天使達 〜album version〜
6thシングル「YES 〜free flower〜」のカップリング曲。なお、表題曲である「YES 〜free flower〜」は前作「PRESENTS」に収録された。
アルバムバージョンではakkoのヴォーカルを前面に出しクリアに表現された別音源で収録されている。
8. Private eyes
9thシングル。
9. ANIMAL LIFE
7thシングル。
10. Fallin' Blue
11. Days
12thシングル両A面曲。
12. New Adventure (reprise)

## 参加ミュージシャン
- 松永俊弥：Drums (6, 11)
- 山本拓夫：Saxophone (4)
- 荒木敏男：Trumpet (4)
- 村田陽一：Trombone (4)
- 石垣千佳：Violin (6)
- 四家卯大：Cello (1, 6, 12)
- 四家卯大ストリングス：Strings (1, 3, 11, 12)